# 蔚青紫灰蝶
蔚青紫灰蝶（Arhopala ganesa），又名白底青小灰蝶、褐紋青灰蝶、台灣魯迷斯小灰蝶、白背青小灰蝶、俳灰蝶 ，为灰蝶科嬈灰蝶屬下物種。本種分布於印度北部、喜馬拉雅、中國華西與台灣。

## 描述
本種為小型灰蝶，無雌雄二型性。體背褐色，腹面白色。雄蝶頭頂具雙脊狀鱗片與瘤狀毛束，複眼周圍淡白，觸角褐色帶白環；下唇鬚前伸末端下彎，由白轉褐。胸腹背面褐色，腹面白色。足外褐內白，雄蝶前足跗節癒合；雌蝶不癒合。
前翅長13-16 mm，寬而邊緣略呈弧形；後翅圓。翅背面黑褐色，具淺藍斑，雄蝶後翅藍斑較大。翅腹面褐色，覆白鱗，前、後翅具中央斑帶及兩列內側斑點，外緣有波狀線與黑點。白色紋路明顯，後翅斑帶內亦呈白化。緣毛背面褐色，腹面白色。

## 分佈
分布於喜馬拉雅、華西及臺灣。在臺灣主要見於本島低至中海拔山區。

## 棲地
棲息於常綠闊葉林，世代數不明。成蝶飛行敏捷，以成蟲狀態越冬。幼蟲取食殼斗科的狹葉櫟、赤皮青岡、捲斗櫟等植物新芽與幼葉。